# 直贡梯寺
直贡梯寺（藏語：འབྲི་གུང་མཐིལ，威利转写：bri gung mthil），位于西藏自治区拉萨市墨竹工卡县门巴乡，是一座藏传佛教直贡噶举派寺院，也是直贡噶举派的主寺。

## 历史
直贡梯寺，其不同汉语译名很多，例如“止贡替寺”、“止贡提寺”、“直贡替寺”、“直贡帖寺”、“直工寺”、“直孔寺”等等。直贡梯寺位于拉萨市墨竹工卡县境内，在墨竹工卡县驻地以北的门巴乡、血弄藏布北岸山坡上。
直贡梯寺的创建者是帕木竹巴弟子木雅贡仁，1179年直贡巴·仁钦贝将该寺建成大寺，名为“直贡梯”，即直贡噶举派（为帕竹噶举派八小支之一）的中心主寺。直贡巴·仁钦贝（1143年－1217年）是四川邓柯（今甘孜藏族自治州西北部）人，属于居热家族，家族世代信奉宁玛派。其父名俄羌多吉（持密金刚），母名宗玛。他6岁开始学藏文，并随其父学习佛法，据称9岁便能开始讲经。他青年时代，邓柯地区常受自然灾害，他乃赴康区靠为他人念经为生。后来，他拜帕木竹巴为师，闻习帕木竹巴的讲授之后，生起了照见一切法真实性之智慧，帕木竹巴传授给他一种特别的密法，令他名望日增。25岁时，贡塘喇嘛香松妥巴杜僧做屏教师，为他授比丘戒（菩萨戒）。 1177年到1179年，他曾经住持丹萨替寺三年，后来因与寺内僧人不和而离任。1179年，他来到墨竹工卡的直贡（元朝、明朝文献称“必力工瓦”或“必拉公”；清朝文献称 “朱工”、“直谷”、“直工”、“都贡”等等）地方，在原有的小寺基础上扩建为一座大寺，即如今的直贡梯寺。“直贡巴”一名便由该寺名而来，他所传的教派被称为“直贡噶举”（藏传佛教噶举派帕竹噶举支派的八小支派之一）。直贡噶举派重视戒律，认为用因果说与真实相互融合，可达“真空”与“大悲”之境。他的教授较深奥，其通达真实的弟子不少，遍及邬坚（今阿富汗）和那烂陀（位于印度）、五台山等地。
直贡万户在十三万户（即后藏的拉堆洛、拉堆绛、固莫、曲米、蔡巴、唐波齐、帕摩竹、雅桑；前后藏交界处另有羊卓达隆）中名列前藏之首。元朝初年，直贡获得旭烈兀（元世祖忽必烈之弟）的支持，常与萨迦派纠纷。1290年，萨迦本钦·阿迦仑奏请忽必烈派兵入藏攻进直贡峡谷，焚毁了直贡梯寺的大经堂，摧毁了18尊巨佛及7座多门塔，据说在此次战争中杀害直贡噶举派僧人及属民一万多人。该事件史称“林洛”（意为“寺院之变”）。
林洛发生后，直贡噶举派势力大减，但宗教方面仍保存了一定影响力。14世纪中叶，直贡噶举派实力逐渐恢复，并联合雅桑、蔡巴等万户与帕摩竹万户作战，但遭到击败，实力再次削弱。明朝，直贡噶举派的领袖旺仁波切仁钦贝杰（直贡梯寺第十三任寺主）于1413年（明朝永乐十一年）被明成祖封为阐教王。15世纪格鲁派兴起后，直贡噶举派抵制格鲁派，遭到击败。五世达赖受清朝顺治帝正式册封后，直贡噶举派不得不处在达赖的管辖下。自此时起，直贡噶举派也转而采用活佛转世制度。
据西藏古墓遗址推断，天葬可能起源于7世纪之后。有学者认为，天葬是由直贡噶举派创立，1179年直贡巴·仁钦贝在今墨竹工卡县的直贡地方兴建了直贡替寺，并在当时推行且完善了天葬制度。
直贡梯寺的灵魂超度独具特色，能使灵魂出窍。该灌顶方法只有直贡梯寺的活佛方能施行。佛教认为，人死后的灵魂可能进入 “三善趣”（天、人、阿修罗），也可能进入“三恶趣”（地狱、饿鬼、畜生）。通过直贡梯寺活佛“灌顶”（佛以大悲水灌顶，可使功德圆满），在死者头上打出一个洞，灵魂便会自头上出来进入三善趣。若不灌顶，只要到直贡梯寺天葬场用头轻碰嘛呢石，死后也会入三善趣。
直贡梯寺每年藏历3月28日至29日跳金刚神舞。自藏历2月开始，直贡梯寺全体僧人集中诵经一个月。诵经期间，用彩粉绘制坛城，用糌粑做出一个人形怪物“棱嘎”，当作教敌或者邪恶的化身。3月28日至29日正式表演神舞。众神要将“棱嘎”砍成碎块，用火烧掉，象征教敌与邪魔被斩尽，教法如同旭日东升，护佑众生。
闻名全西藏的马年转冈底斯山，猴年转杂日神山，便是由直贡噶举派大师们创立，并且每届都由直贡梯寺的高僧主持仪式。
1982年，经西藏自治区人民政府批准，直贡梯寺开始修复并对外开放，国家投资13万元用于直贡梯寺的修复工程。

## 建筑

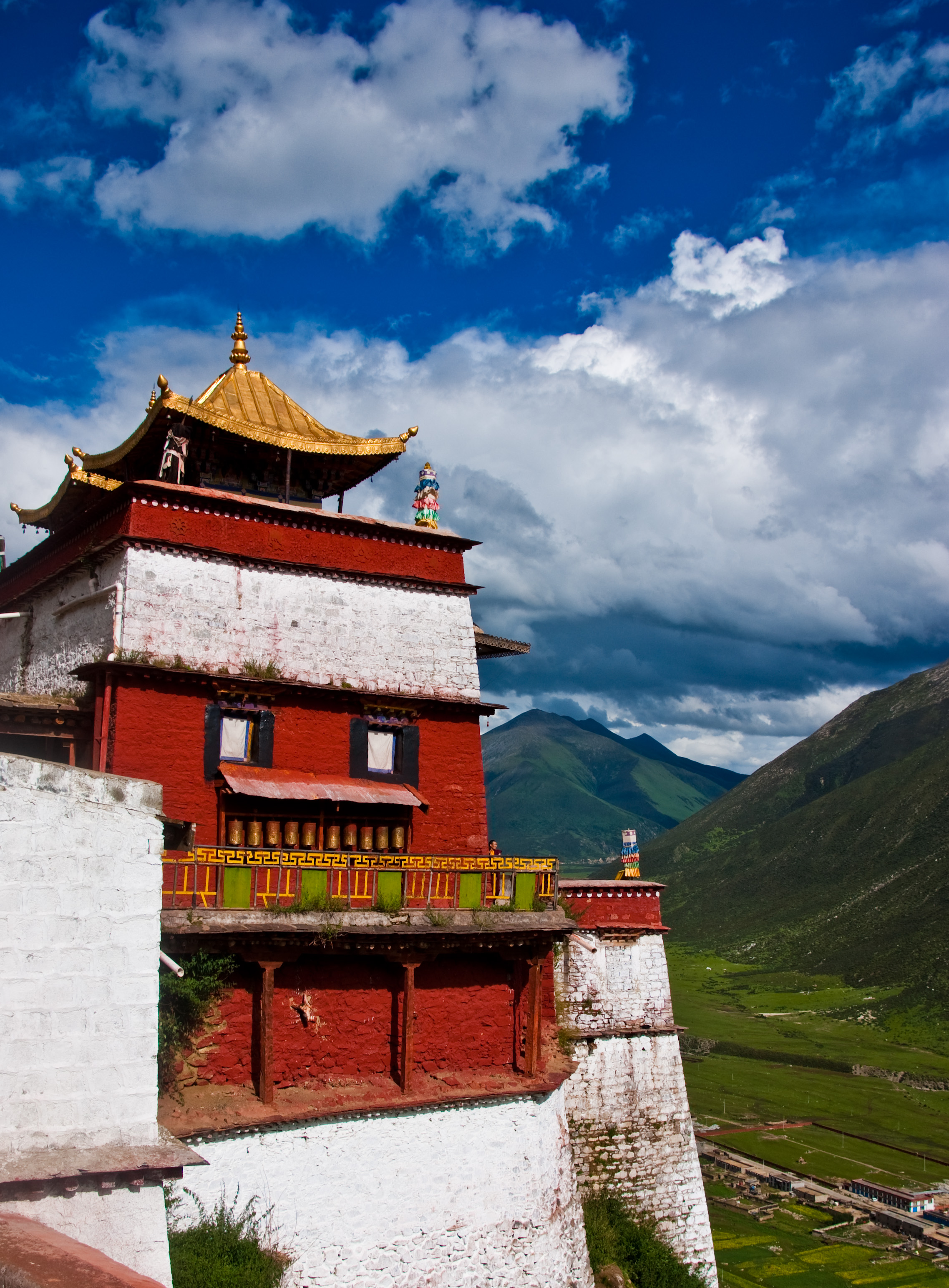

直贡梯寺的主要建筑包括经堂、佛殿、藏经楼、坛城、护法神殿、修禅密室。
- 灵塔殿：被称为“世界一庄严”，高3层，主供杰觉巴灵塔，塔内装藏噶举派历代祖师的舍利子、印度8大持明与80位居士的衣物、金铜聚莲塔几十座、佛经、珍贵药材等等。[1]
- 扎西果芒殿：主供杰喇嘛塑像，其右侧供奉二层楼高的大威德金刚泥塑像以及金银质菩提大佛塔；南面是直贡历任法台的红色法座。[1]
- 贡康（护法神殿）：供奉杰觉巴、释迦能仁、龙树等塑像，供有杰觉巴脚印、直贡护法神阿杰确吉卓玛金铜塑像、铜质佛像几百尊。[1]
- 修禅密室：散布在主殿周围，每个修禅密室仅设一个小木门和一个小窗户，面积6至7平方米。21世纪初，据说有20多名喇嘛正在其中修禅。修满者可获“仓巴”（修禅者）称号，时间长者为三年三个月零三天，时间短者也需要三个月。“拙火定”（修丹田生热的脐轮火法）是噶举派的密法，也是直贡梯寺的一大特色。到21世纪初，该寺修成拙火定者仅2人：巴穷仁波切（已于1990年94岁时圆寂）、丹增尼玛。修成拙火定者，能在冬季将刚自水中捞出的袈裟披在身上烤干；若下雪，他在屋内发功之后，屋顶上的雪可即刻融化。[1]
- 直贡天葬场：即直贡梯坛城，藏语称“直贡梯丹甲”。直贡天葬场距直贡梯寺10分钟路程。传说，世界上最有名的天葬台有三座：一座在印度，叫“斯白天葬台”，由龙树（南天竺人，出生于佛灭后800年间，倡导中观性空之学）开辟，“神奇尸体讲故事”便以斯白天葬台为背景；一座在西藏山南，叫“青朴天葬台”；另一座便是直贡天葬台，由直贡噶举大师杰觉巴·纪登贡布开辟。在这三个天葬台中，直贡天葬台最大，号称“直贡曲佳”（意为“永生永恒之地”）。离天葬台不远处，有6座佛塔，是直贡活佛圆寂后的灵塔，此外还有不少刻有佛经的小石片，是人们为了超度亡魂而刻写。[1]

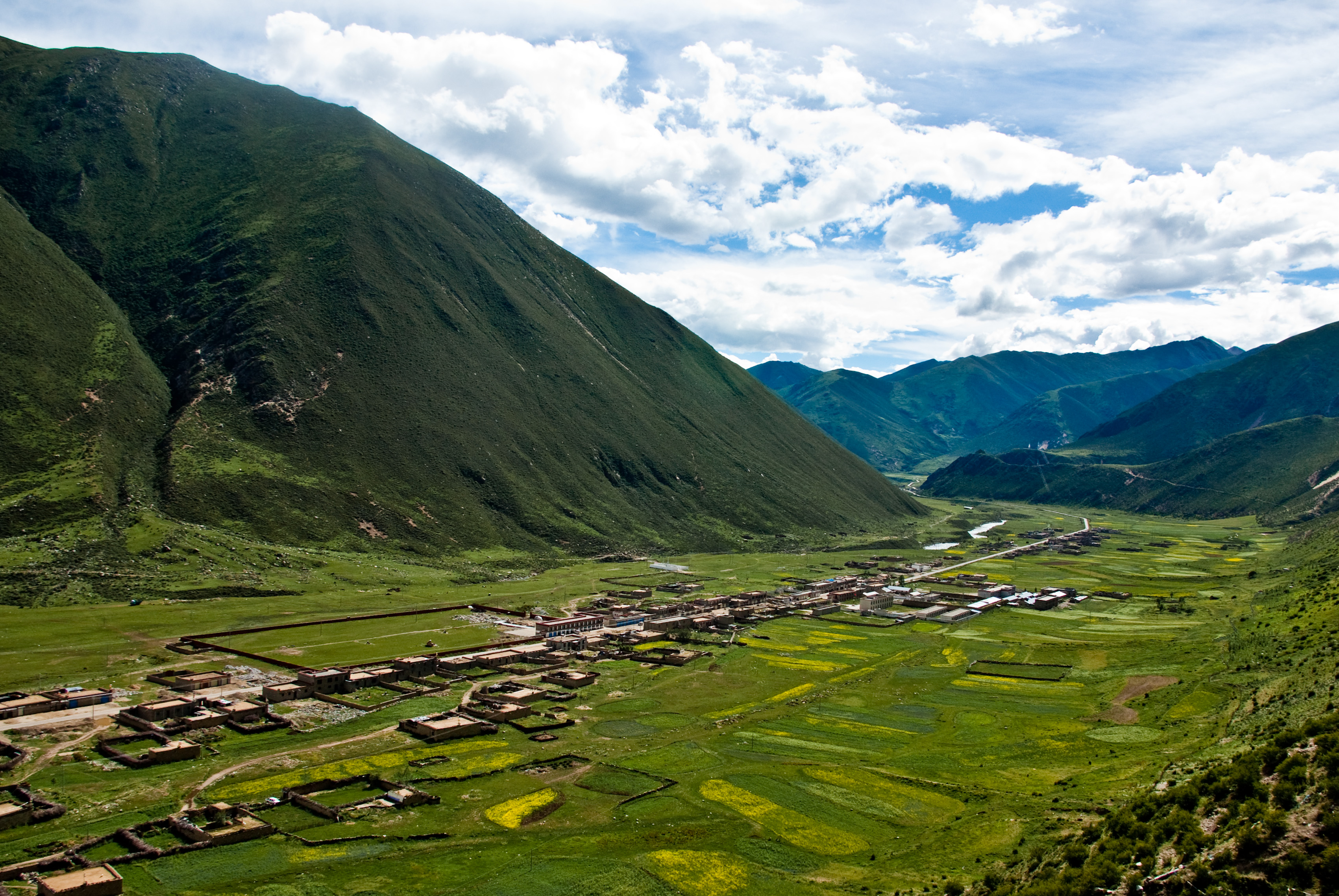
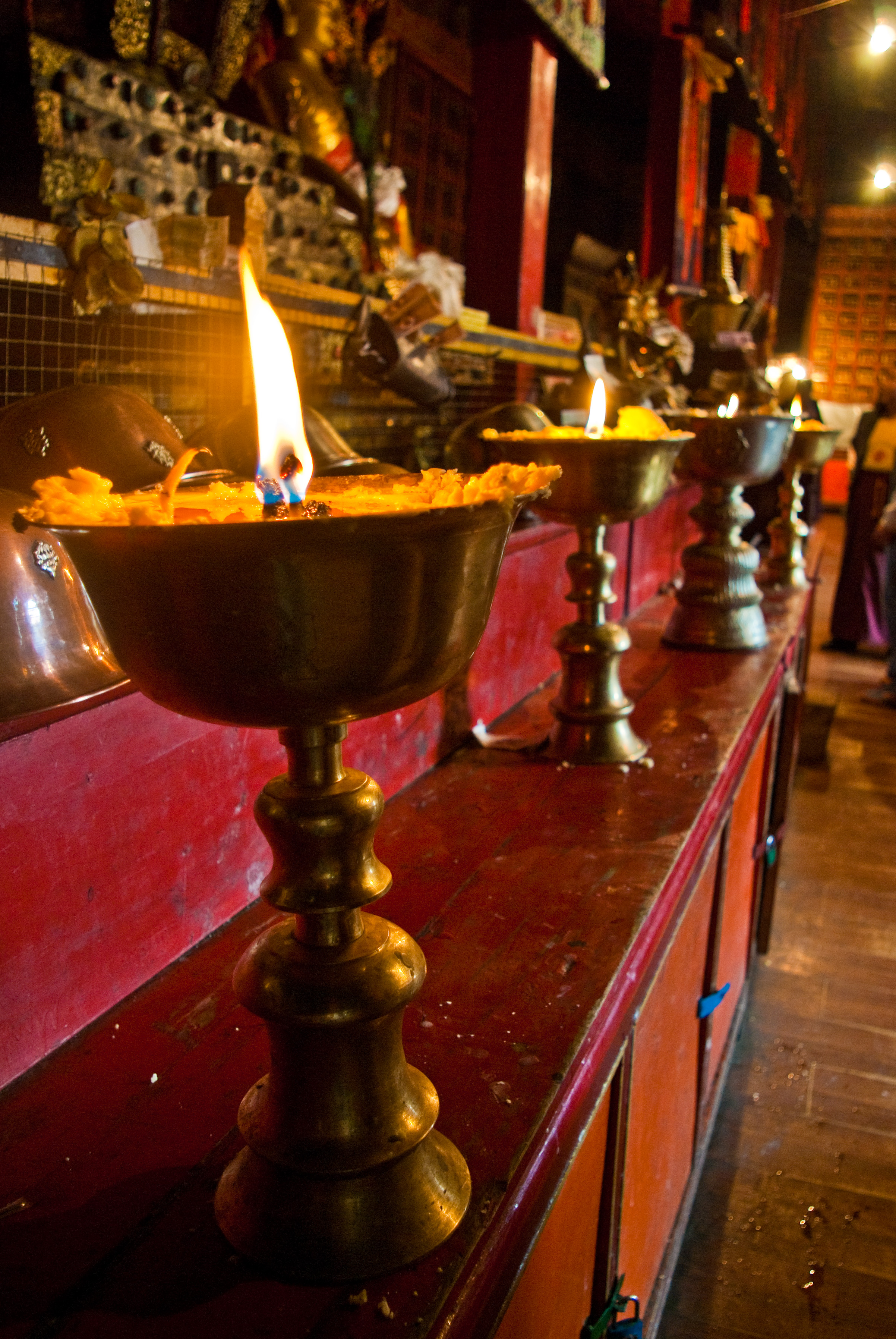
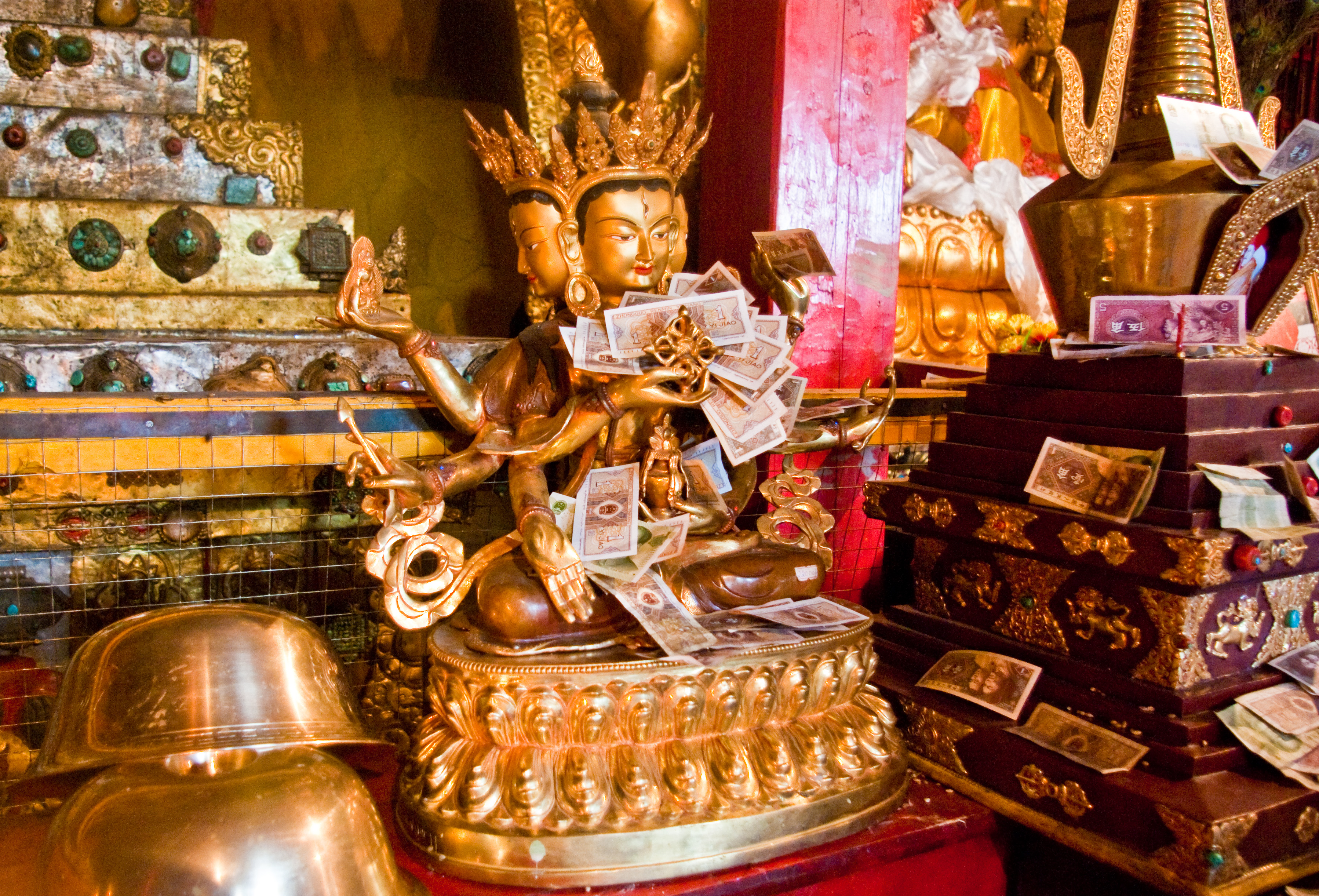
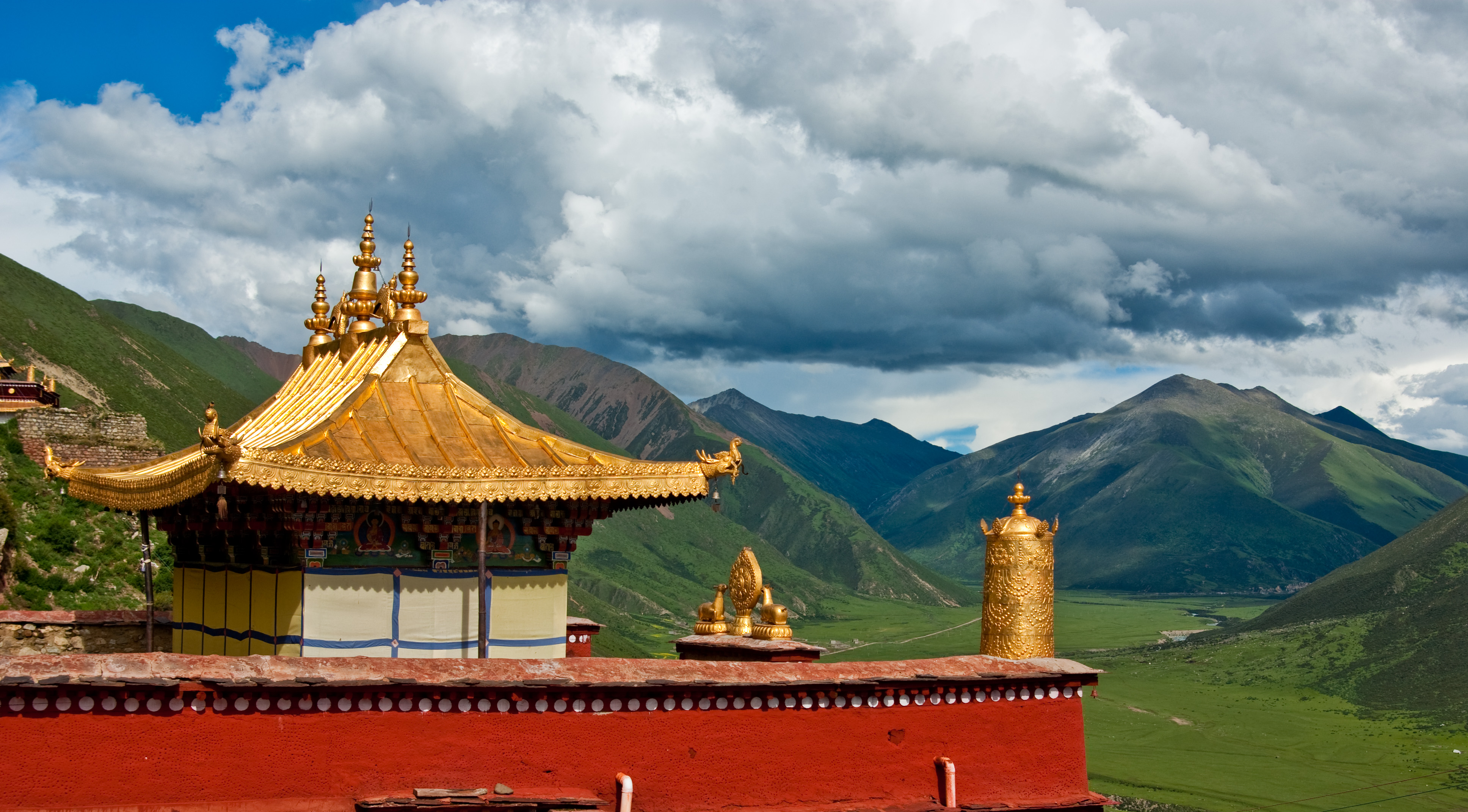
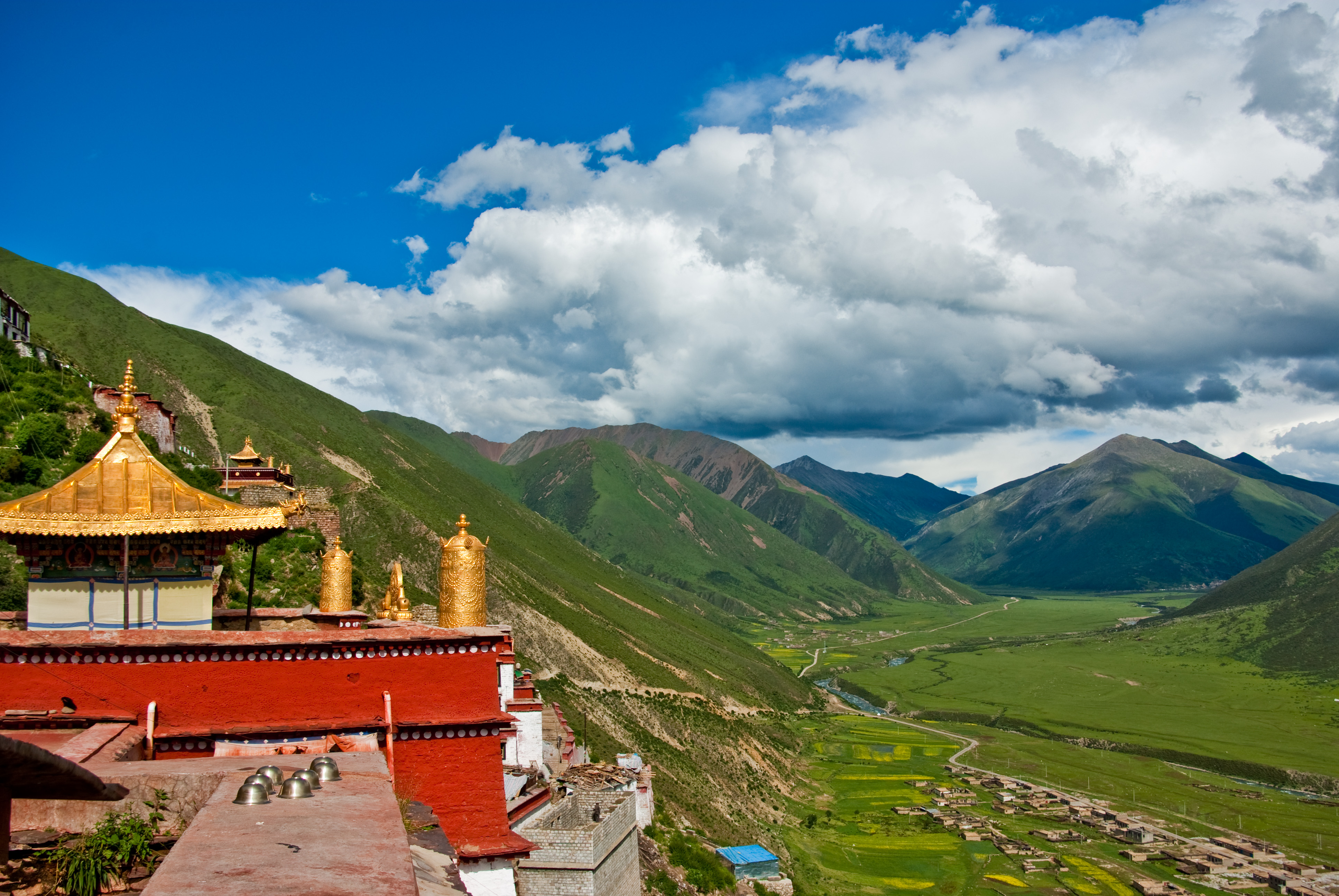
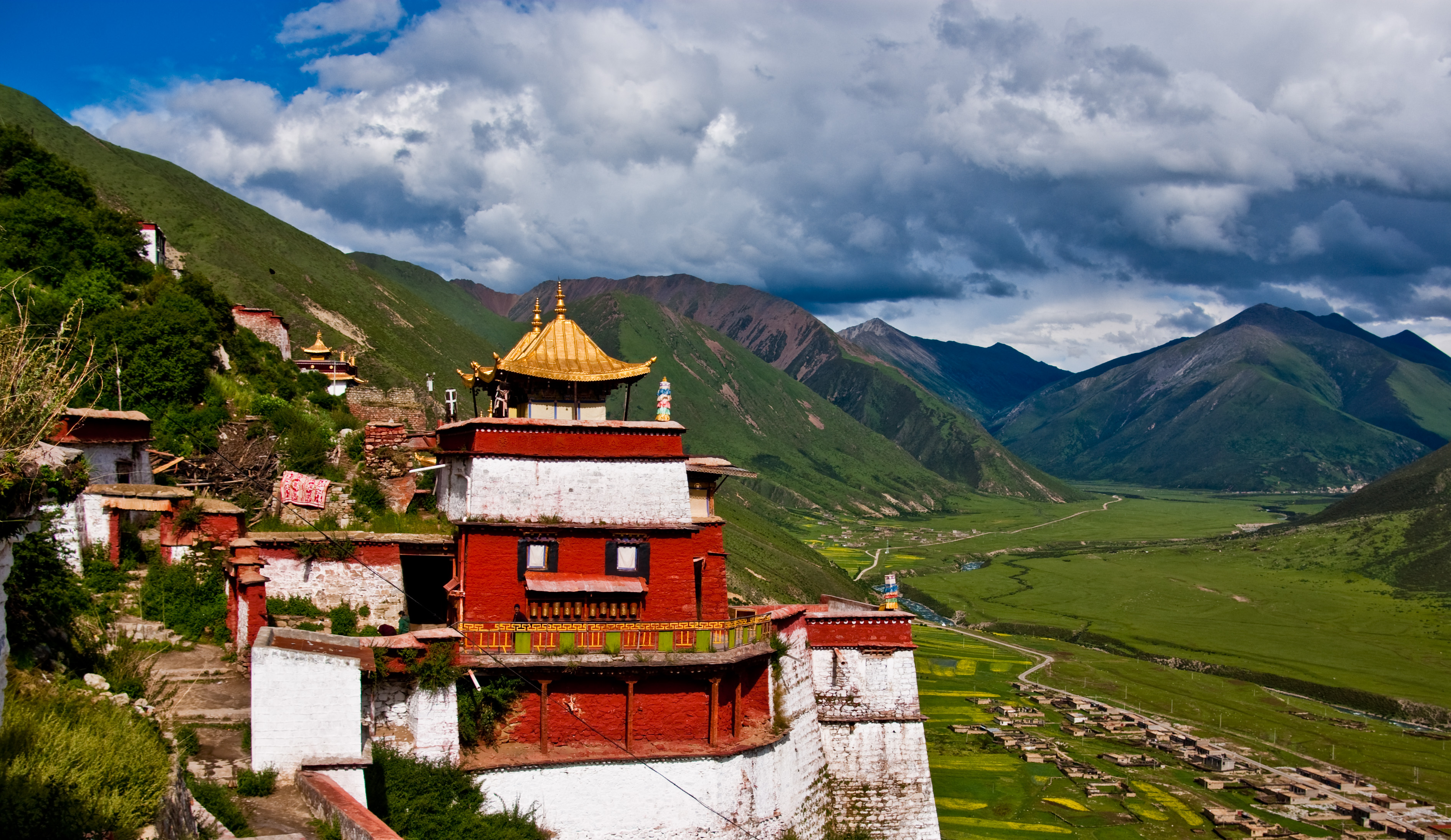
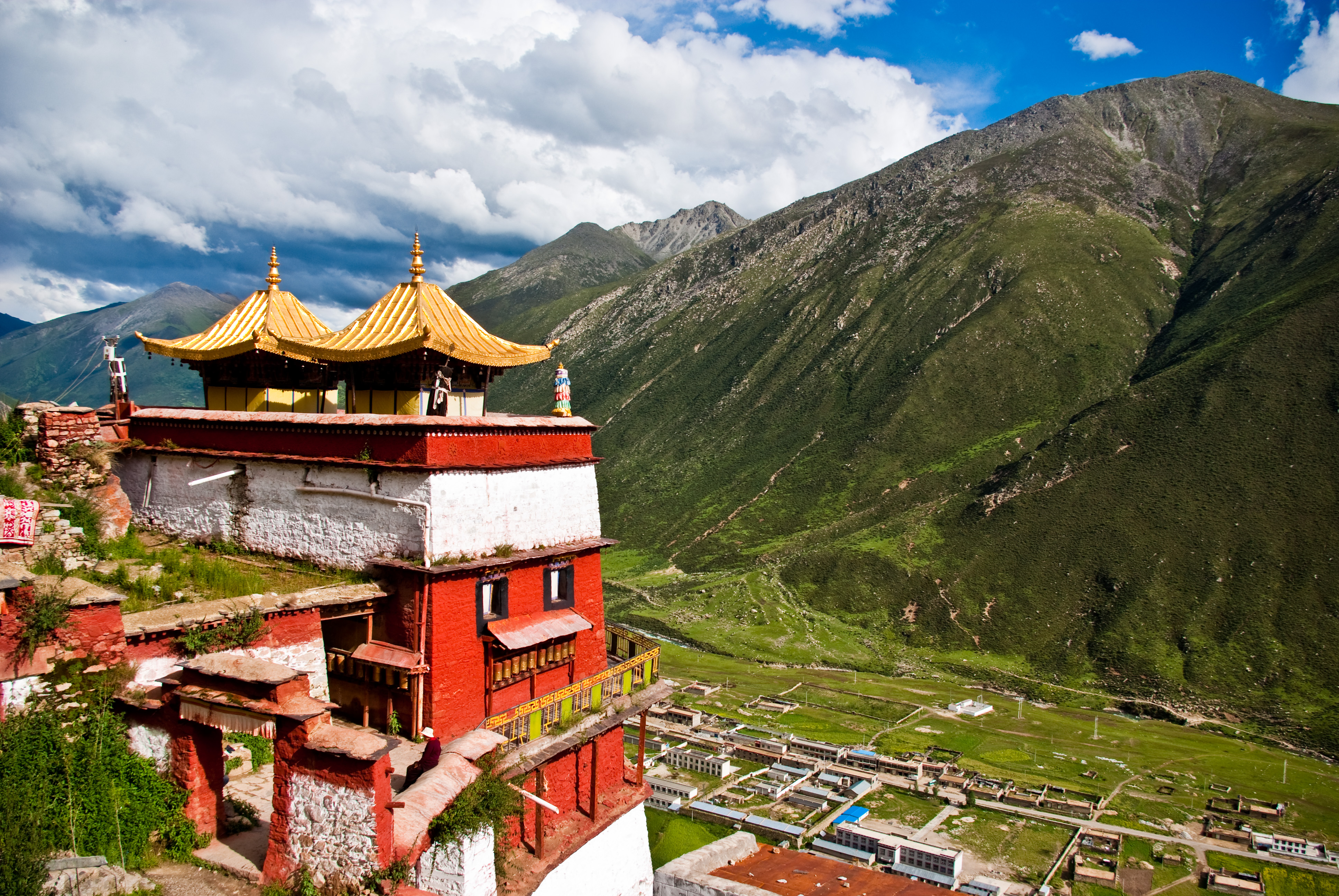
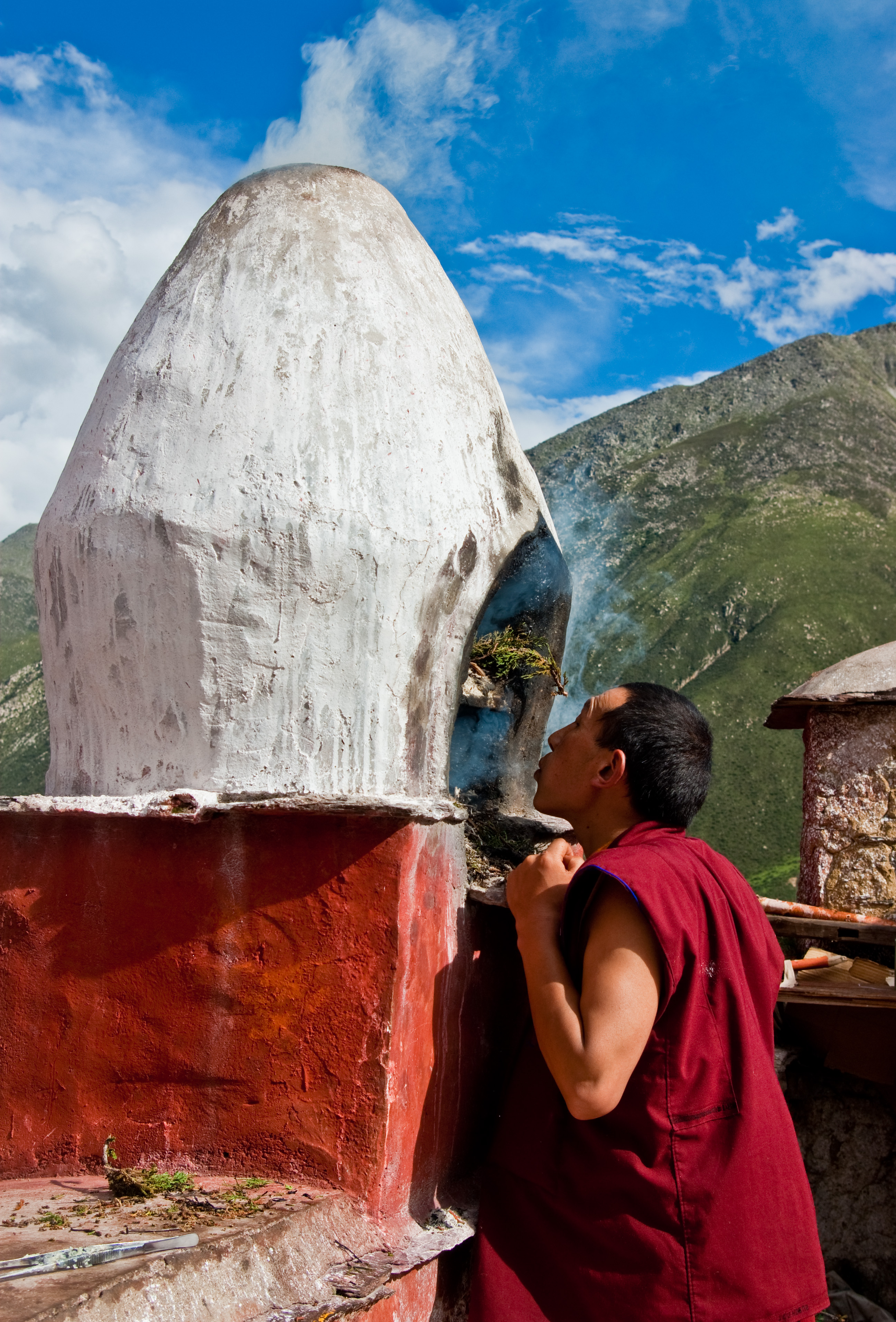
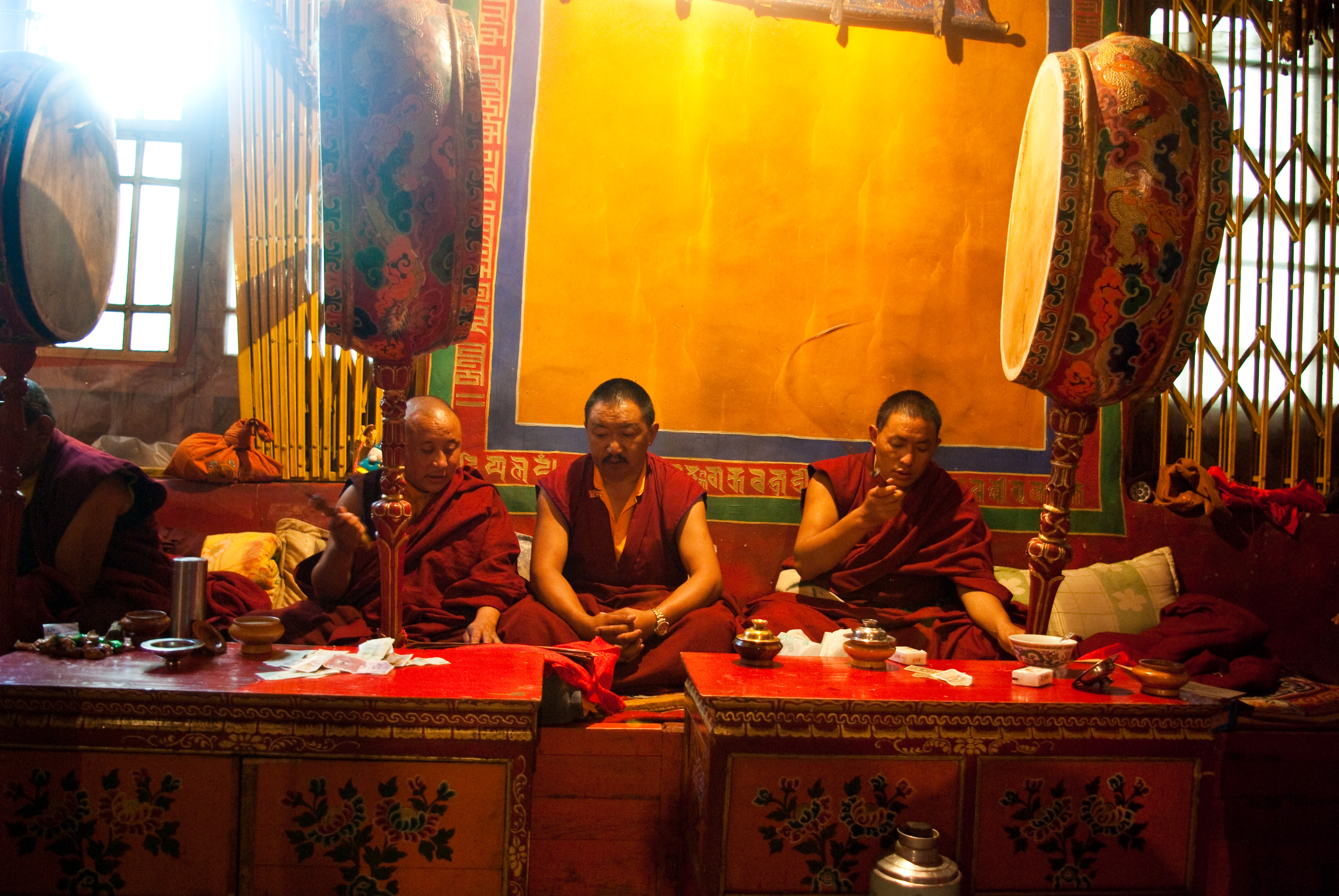